# داستن بورييه
داستن جلين بورييه (بالإنجليزية: Dustin Glenn Poirier؛ مواليد 19 يناير 1989) هو مقاتل فنون قتالية مختلطة أمريكي مُعتزل. نافس سابقًا في فئة وزن الريشة والوزن الخفيف في يو إف سي، حيث كان بطل يو إف سي للوزن الخفيف المؤقت. نافس بورييه أيضًا ثلاث مرات على بطولة يو إف سي للوزن الخفيف ومرتين على لقب الأشرس «BMF». يُعتبر واحد من أعظم المُقاتلين الذين لم يفوزون بلقب بطولة في يو إف سي.

## النشأة والتعليم
ولد بورييه في 19 يناير 1989، في لافاييت، لويزيانا، وهو من أصل فرنسي أكادي، وتحديداً من أصول كاجون. التحق بمدرسة نورثسايد الثانوية لفترة قصيرة، حيث ترك الدراسة في الصف التاسع بسبب وقوعه المتكرر في المشاكل ومعارك الشوارع.

## مسيرة فنون القتال المختلطة

### المسيرة المبكرة
أصبح بورييه محترفًا في عام 2009، وسرعان ما حقق رقماً قياسياً بـ7–0، وتنافس في الغالب في الترويجات الإقليمية عبر موطنه الأصلي لويزيانا وجنوب الولايات المتحدة. تم تصوير لمحات من بداية مهنة بوارييه في الفنون القتالية المختلطة في لويزيانا في الفيلم الوثائقي فايتفيل.

### وورلد إكستريم كايج فايتينج
خسر بورييه بقرار بالإجماع أمام داني كاستيلو في أول ظهور له في وورلد إكستريم كايج فايتينج في 18 أغسطس 2010، في دبليو إي سي 50.
هزم بورييه زاك ميكليرايت عبر الضربة القاضية في الجولة الأولى في 11 نوفمبر 2010، في دبليو إي سي 52.

### يو إف سي

#### 2010
في أكتوبر 2010، اندمجت وورلد إكستريم كايج فايتينج مع بطولة القتال النهائي (يو إف سي). كجزء من الاندماج، تم نقل جميع مقاتلي وورلد إكستريم كايج فايتينج إلى بطولة القتال النهائي.
بعد اندماج المنظمتين، تم تعيين خوسيه ألدو بطل وزن الريشة المتوج حديثًا ليقدم دفاعه الأول ضد المنافس رقم 1 جوش غريسبي في يو إف سي 125. ثم اضطر ألدو إلى الانسحاب من النزال بسبب إصابته في الظهر في 23 نوفمبر 2010 وافق بورييه على التدخل ومواجهة جريسبى في الحدث في 1 يناير 2011. فاز بورييه بقرار الحكام بالإجماع.

#### 2011
كان من المتوقع أن يواجه بورييه راني يحيى في 11 يونيو 2011، في يو إف سي 131. ومع ذلك، اجُبر يحيى على الانسحاب من النزال بسبب إصابة، وتم استبداله بالوافد الجديد، جايسون يونغ. هزم بورييه يونج بقرار الحكام بالإجماع بعد ثلاث جولات.
واجه بورييه بابلو غارزا في 12 نوفمبر 2011، في يو إف سي على فوكس. انتصر بابلو غارزا عبر الإخضاع في الجولة الثانية.

#### 2012
كان من المتوقع أن يواجه بورييه إريك كوخ في 4 فبراير 2012، في يو إف سي 143. لكن كوخ انسحب من النزال، بسبب الإصابة، وتم استبداله بريكاردو لاماس. ثم، بعد أسبوعين فقط، اضطر لاماس إلى الانسحاب من النزال بسبب إصابة، تاركًا بورييه مرة أخرى بدون خصم. بعد أسبوع، وافق ماكس هولواي على التدخل لقتال بورييه. هزم بورييه هولواي في الجولة الأولى، الإخضاع، وحصل على مكافأة إخضاع الليلة.
واجه بورييه تشان سونغ جونغ في 15 مايو 2012، في الحدث الرئيسي ليو إف سي على فيول تي في: الزومبي الكوري ضد بورييه. كانت هذه هي المرة الأولى التي يتم فيها وضع بورييه في الحدث الرئيسي. هزم جونغ بورييه عن طريق الإخضاع في الجولة الرابعة. حصل كل المقاتلين على مكافأة قتال الليلة. تم تكريم النزال بلقب نزال العام من قبل العديد من المنشورات في ختام عام 2012.
هزم بورييه جوناثان بروكينز في 15 ديسمبر 2012، في المقاتل النهائي 16 النهائي.

#### 2013
عاد بورييه بسرعة إلى العمل، حيث خاض معركته الثانية في غضون 63 يومًا حيث دخل كبديل عن دينيس سيفر المصاب. واجه بورييه كوب سوانسون في الحدث الرئيسي المشترك في 16 فبراير 2013، ليو إف سي على فيول تي في: باراو ضد ماكدونالد. أثناء القتال، وجه كلا المقاتلين لكمات بدا أنها تؤذي الآخر. خسر بورييه النزال بقرار الحكام بالإجماع (29–28، 30–27، 30–27).
واجه بورييه إريك كوخ في 31 أغسطس 2013، في يو إف سي 164. قام بورييه بإيذاء كوخ باللكمات طوال القتال، مما أسقطه بلكمة بالقرب من نهاية الجولة الأولى وكاد أن ينهي القتال، وانتهى به الأمر بالفوز بالنزال بقرار الحكام بالإجماع. بعد الفوز، أراد بورييه نزال العودة مع كوب سوانسون. وقال للمراسل آرييل حلواني إن سوانسون «يجب أن يكون رجلاً».
واجه بورييه دييغو برانداو في 28 ديسمبر 2013، في يو إف سي 168. فاز بالنزال بالضربة القاضية في الجولة الأولى.

#### 2014
واجه بورييه أكيرا كوراساني في نهائي الأمم المقاتلة النهائية. فاز بالنزال عبر الضربة القاضية في الجولة الثانية. حصل بورييه أيضًا بعد فوزه على مكافأة أداء الليلة.
واجه بورييه كونر ماكغريغور في 27 سبتمبر 2014، في يو إف سي 178. خسر النزال بالضربة القاضية في الجولة الأولى. كانت هذه هي المرة الأولى التي يتم فيها إيقاف بورييه عن طريق الضربات. بعد النزال، قال بورييه «كنت دائمًا أرى أنها ميزة إضافية ولكن معركة كونر ماكغريغور كانت نقطة التحول. أتذكر أنني كنت وراء الكواليس أستعد للخروج ورأيته وألقى هذه الابتسامة وأشار إلي. لا أعرف لماذا ولكن الأمر أصابني حقًا، يا رجل. لقد عبث برأسي حقًا».
بعد الخسارة، انتقل بورييه إلى إلى فئة الوزن الخفيف. قال بورييه أن السبب في ذلك هو أن إنزاله للوزن صرفه عن التدريب. كما ادعى أنه لن يعود إلى وزن الريشة ولن ينتقل إلى وزن الوسط. وقال بورييه في مقابلة «هذا هو الوزن (الوزن الخفيف) الذي سأفوز بالحزام فيه».

#### 2015
واجه بورييه كارلوس دييغو فيريرا في نزال في الوزن الخفيف في 4 أبريل 2015، في يو إف سي ليلة القتال 63. فاز بالنزال عبر الضربة القاضية في الجولة الأولى. هذا الفوز جعل بورييه أيضًا يحصل على مكافأة أداء الليلة للمرة الأولى ومبلغ قدره 118.000 دولار، وهو أعلى مبلغ تم الكشف عنه تلقاه بورييه في ذلك الوقت.
واجه بورييه يانسي ميديروس في 6 يونيو 2015، في يو إف سي ليلة القتال 68. فاز بالنزال عبر الضربة القاضية في الجولة الأولى، بعد إسقاطه لميديروس مرتين باللكمات. وبعد هذا النزال حصل بورييه أيضًا على مكافأة أداء الليلة.

#### 2016
كان من المتوقع أن يواجه بورييه جوزيف دوفي في 24 أكتوبر 2015، في يو إف سي قتال الليلة 76. ومع ذلك، انسحب دوفي من النزال في 21 أكتوبر، قبل ثلاثة أيام من الحدث، بعد تعرضه لارتجاج في المخ أثناء جلسة تدريبية. في المقابل، تمت إعادة الجدولة في 2 يناير 2016، في يو إف سي 195. فاز بورييه بالنزال بقرار الحكام بالإجماع. بعد النزال، تم نقل بورييه إلى المستشفى لإصابته بكسر في الأنف. لقد ترك القتال لمدة ستة أسابيع بسبب الإصابة.
واجه بورييه بعد ذلك بوبي غرين في 4 يونيو 2016، في يو إف سي 199. فاز بالنزال بالضربة القاضية في الجولة الأولى. تلقى بورييه أجرًا تم الكشف عنه وقدره 110،000 دولار، وهو ثاني أعلى أجر تم الكشف عنه حصل عليه بورييه في حياته المهنية في تلك المرحلة.
واجه بورييه مايكل جونسون في مباراته الثانية في الحدث الرئيسي في 17 سبتمبر 2016، في يو إف سي قتال الليلة 120. خسر بورييه النزال بالضربة القاضية في الجولة الأولى.

#### 2017
تحدى بورييه جيم ميلر في 11 فبراير 2017، في يو إف سي 208. فاز بورييه بقرار أغلبية الحكام. حصل بورييه على مكافأة الفوز وقدرها 50،000$ وثالث مكافأة قتال الليلة. بسبب الإصابات التي لحقت بها أثناء القتال، توقف بورييه عن القتالات إلى أجل غير مسمى.
بعد الإيقاف، حارب بورييه إيدي ألفاريز في 13 مايو 2017، في بطولة يو إف سي 211. هز بورييه ألفاريز في الجولة الثانية ولكن تم إسقاطه بعد ذلك عندما سدد له ألفاريز ركبه غير قانونية بينما كان بورييه على السياج. مع عدم عمل لجنة تكساس وفقًا للقواعد الموحدة الجديدة، أعلن الحكم هيرب دين انهى القتال بدون فائز.
واجه بورييه أنتوني بيتيس في 11 نوفمبر 2017، في يو إف سي قتال الليلة 120. وفاز بالنزال بالإخضاع بعد أن استسلم بيتيس بسبب كسر ضلع في الجولة الثالثة. فاز بهذا النزال أيضًا بمكافأة قتال الليلة.

#### 2018
بعد نزال بيتيس، وقع بورييه عقدًا جديدًا مع يو إف سي على الرغم من أنه كان لديه ثلاث نزالات متبقية في عقده السابق. واجه بورييه جاستن غيثي في 14 أبريل 2018، في يو إف سي على فوكس 29. وفاز بالنزال عبر الضربة القاضية في الجولة الرابعة. أكسبه هذه النزال مكافأة قتال الليلة.
واجه بورييه إيدي ألفاريز في نزال العودة في 28 يوليو 2018، في الحدث الرئيسي يو إف سي على فوكس 30. فاز بالنزال عبر الضربة القاضية في الجولة الثانية. أكسبه هذا الفوز مكافأة أداء الليلة.
في 3 أغسطس 2018، أُعلن أن بورييه وافق على قتال نات دياز في 3 نوفمبر 2018، في ماديسون سكوير جاردن. كان من المتوقع أن تكون النزال هي العنوان الرئيسي ليو إف سي 230. ومع ذلك، في 10 أكتوبر 2018، تم الإعلان عن انسحاب بورييه بسبب إصابة في الفخذ ونتيجة لذلك تم إلغاء النزال.

#### 2019
واجه بورييه بطل وزن الريشة في بطولة القتال النهائي ماكس هولواي لبطولة القتال النهائي للوزن الخفيف المؤقت في 13 أبريل 2019، في يو إف سي 236. فاز في النزال بقرار الحكام بالإجماع ليحصل على اللقب ويكسر سلسلة انتصارات هولواي الثلاثة عشر. أكسبه هذا النزال مكافأة قتال الليلة، وهي مكافأة الأداء الرابعة على التوالي له.
واجه بورييه بطل الوزن الخفيف في بطولة القتال النهائي الذي لم يُهزم قط، حبيب نورمحمدوف في 7 سبتمبر 2019، في نزال توحيد اللقب في يو إف سي 242. خسر النزال عن طريق الإخضاع الخلفي العاري في الجولة الثالثة.

#### 2020
واجه بورييه دان هوكر في 27 يونيو 2020، في يو إف سي على إي إس بي إن: بورييه ضد هوكر. لقد فاز في النزال بشكل مثير بقرار الحكام بالإجماع. أكسبه هذا النزال مكافأة قتال الليلة السابعة. اُعتبر النزال على نطاق واسع واحدة من أعظم النزالات في العام وكانت منافسة في جوائز متعددة.

#### 2021
كأول نزال مدفوع من عقده الجديد، واجه بورييه كونر ماكغريغور في نزال العودة لنزال 2014 في يو إف سي 257 في 24 يناير 2021. فاز في النزال بالضربة القاضية الفنية في الجولة الثانية، ليصبح أول شخص يهزم ماكغريغور بالضربة القاضية. أكسبه هذا الفوز مكافأة أداء الليلة.
وقد قُرر أن يتواجها للمرة الثالثة في 10 يوليو 2021 في يو إف سي 264. فاز بورييه بالنزال في الجولة الأولى عن طريق قرار الطبيب بعد تعرض ماكغريغور لإصابة في الكاحل ولم يتمكن من الاستمرار.
واجه بورييه تشارلز أوليفيرا على لقب بطولة يو إف سي للوزن الخفيف في 11 ديسمبر 2021 في يو إف سي 269. خسر النزال من خلال الإخضاع في الجولة الثالثة.

#### 2022
واجه بورييه مايكل تشاندلر في 12 نوفمبر 2022، في يو إف سي 281. وفاز عن طريق الإخضاع في الجولة الثالثة. أكسبه هذه النزال مكافأة قتال الليلة.

#### 2023
واجه بورييه جاستن غيثي في نزال العودة لنزال 2018، على لقب الأشرس في 29 يوليو 2023 في يو إف سي 291. خسر النزال بالضربة القاضية في الجولة الثانية.

#### 2024
واجه بوارييه بينوا سان دوني في الحدث الرئيسي المشترك المكون من 5 جولات في يو إف سي 299 في 9 مارس 2024. فاز بالنزال عن طريق الضربة القاضية في الجولة الثانية. أكسبه هذه النزال مكافأة قتال الليلة أخرى.
واجه بوارييه إسلام ماخاشيف على لقب بطولة يو إف سي للوزن الخفيف في حدث يو إف سي 302 في 1 يونيو 2024. وخسر النزال عن طريق إخضاع خنق دآرس في الجولة الخامسة. أكسبه هذه النزال مكافأة قتال الليلة أخرى.

#### 2025
في نزال اعتزاله، من المقرر أن يواجه بورييه .
بطل يو إف سي لوزن الريشة السابق ماكس هولواي في نزال الثلاثية على لقب الأشرس في 19 يوليو 2025، في يو إف سي 318 في موطنه ولاية لويزيانا. خسر النزال بقرار القضاة بالإجماع وأعتزل بعد النزال.

## التدريب
اعتاد بورييه على التدريب في أكاديمية غلاديايترز تحت قيادة المقاتل المعتزل تيم كريدور. بعد خسارته أمام تشان سونغ جونغ، انتقل بورييه إلى أفضل فريق أمريكي. مدربه هو فيل دارو.

## أسلوب القتال

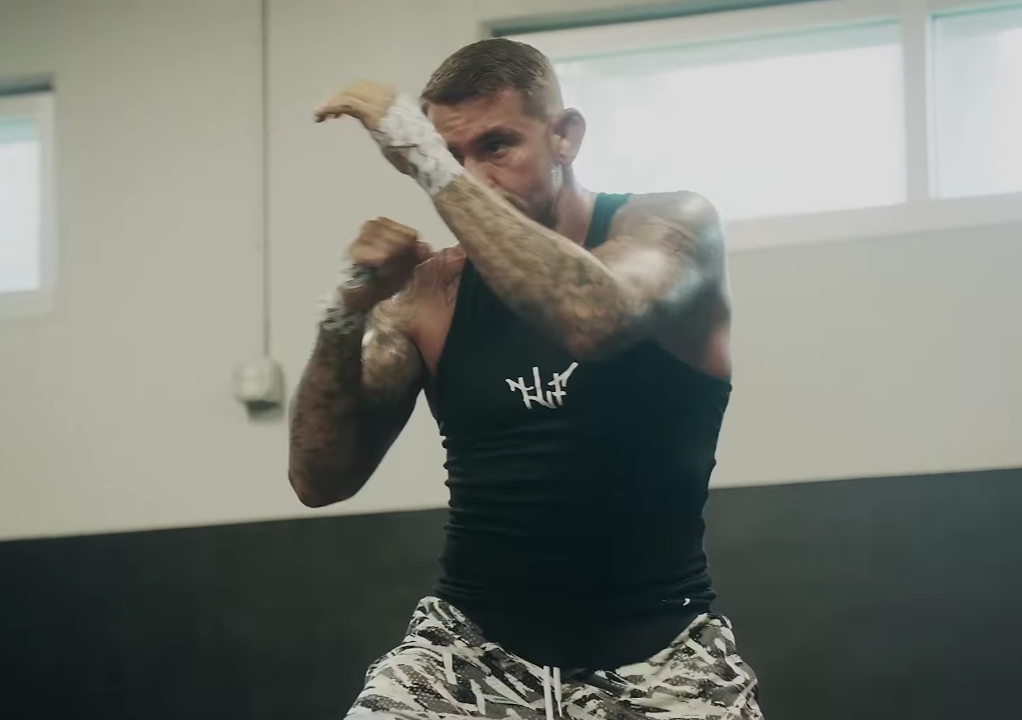
وقفة بورييه.

يحمل بورييه الحزام الأسود في الجيو جيتسو البرازيلي تحت إشراف تيم كريدور، ولكنه ينهي منافسيه في الغالب من خلال مهارته في فنون الضرب منذ الأيام الأولى لمسيرته في يو إف سي. تُشاد بمهاراته في الملاكمة، وقد أظهرها في انتصارات مهمة على مقاتلو الضربات من مستوى النخبة مثل جاستن غيثي، وإيدي ألفاريز، ودان هوكر، وماكس هولواي، وكونر ماكغريغور. وهو معروف بأسلوبه المتغير في اللكمات واستخدامه المكثف لدحرجة الكتف بالإضافة إلى صد الضربات بالساعد والمرفق من دفاع ستونوول.

## الأعمال الخيرية

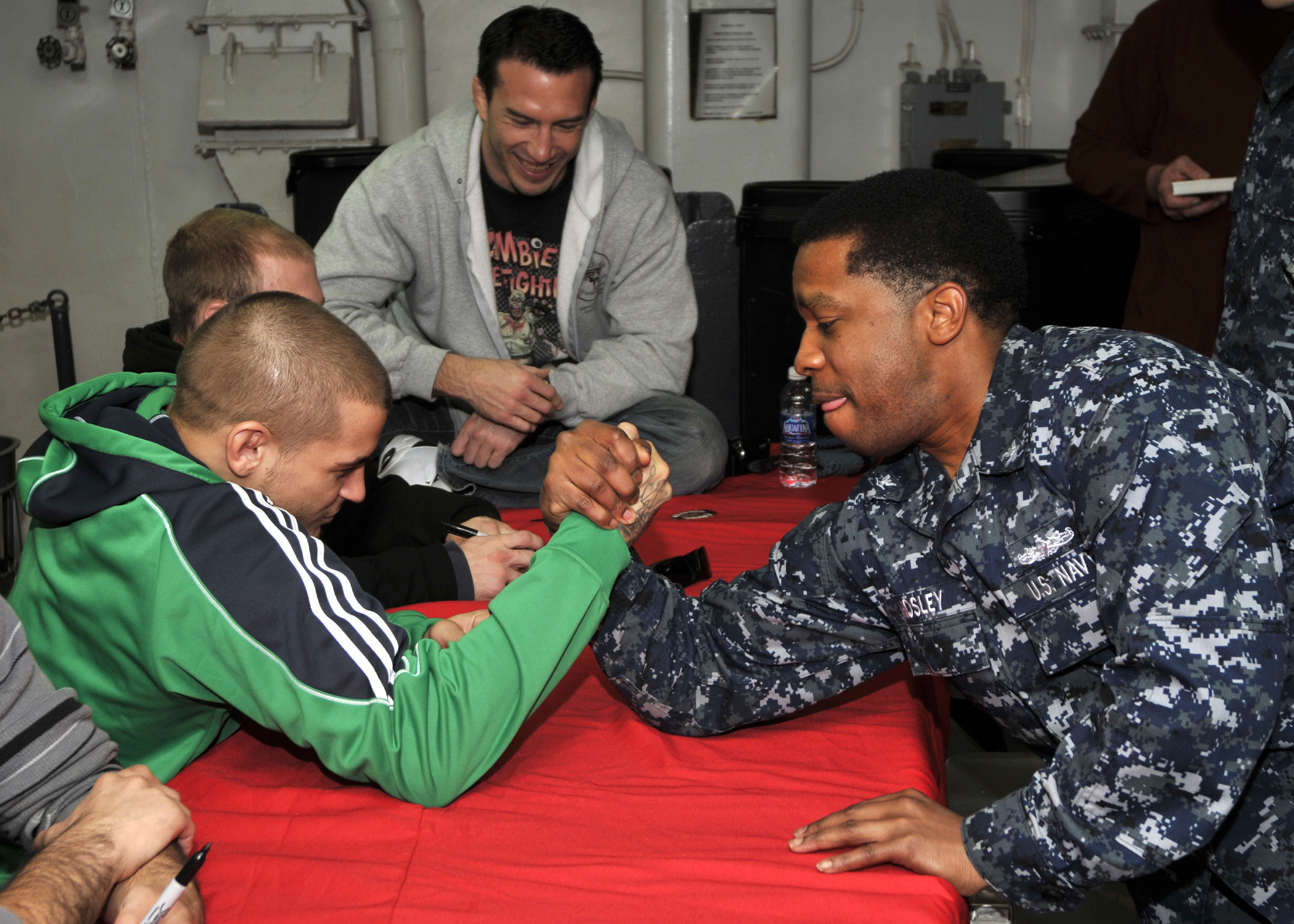
ذراع ضابط الصف الثالث كريستوفر موسلي يتصارع مع بورييهير على متن يو إس إس جورج واشنطن

قام بورييه ببيع طقمه في يو إف سي 211 الخاصة به بالمزاد على موقع إيباي لجمع الأموال لبنك الحصاد الثاني للأغذية. دفع أعلى مزايد 5،100 دولار لقميص بورييه، والقفازات، والقبعة، وقفازات اليد، والسراويل القصيرة. في أبريل 2018، أسس بورييه وزوجته مؤسسة القتال الجيد. شرع بورييه ببيع طقمه في يو إف سي قتال الليلة 120 ويو إف سي على فوكس 29 بالمزاد العلني أيضًا. ذهبت الأموال التي تم جمعها إلى عائلة ضابط شرطة متوفى في لافاييت ومركز أكاديانا للتوعية، على التوالي. قام بورييه أيضًا ببيع طقمه في فوكس يو إف سي بالمزاد العلني واستخدم الأموال التي تم جمعها لشراء 500 حقيبة ظهر لأطفال المدارس في مسقط رأسه في لافاييت.
بعد مباراته مع حبيب نورمحمدوف في يو إف سي 242، قام الاثنان بتبادل القمصان بعد القتال. في مقابلته بعد القتال، قال نورمحمدوف إنه سيبيع القميص الذي أعطاه إياه بورييه والتبرع بالمبلغ لجمعية بوارييه الخيرية. وبالمثل، أعلن بورييه أنه سيبيع بالمزاد العلني طقمه في قتال يو إف سي 242 لجمع الأموال للمؤسسة. بعد الحدث، باع بورييه طقمه في المزاد العلني مع قميص نورمحمدوف مقابل 60.200 دولار. في الوقت نفسه، باع نورمحمدوف قميص بورييه مقابل 100.000 دولار والذي جمعها دانا وايت بمبلغ إجمالي قدره 200.000 دولار لمؤسسة بورييه. وفقًا لبورييه، تعمل مؤسسته مع مؤسسة كفاح جاستن ورين من أجل المنسيين للمساعدة في توفير مياه الشرب النظيفة لشعب إتشويا باتوا في أوغندا.
تم تعيين بورييه لمواجهة جاري تونون في نزال تصارع في حدث سب ستارز في 21 فبراير 2020، حيث كان من المفترض أن يتبرع بورييه بتذاكره ومبيعات دفع مقابل المشاهدة وجزء من محفظته لمؤسسته. ومع ذلك، تعرض تونون لإصابة قبل أسبوع من النزال وألغيت النزال.
خلال جائحة فيروس كورونا، تبرعت مؤسسة بورييه بـ1000 وجبة لموظفي ثلاث مستشفيات رئيسية في منطقته الأصلية لافاييت.
في 26 يونيو 2020، حصل بورييه على مكافأة مجتمع فورست جريفين من بطولة القتال النهائي لعمله الخيري.
بعد يو إف سي 257، كان من المقرر أن يتبرع ماكغريغور بمبلغ 500.000 دولار لمؤسسة القتال الجيد كما تعهد قبل النزال المقررة. اعتبارًا من 12 أبريل 2021، صرح بورييه بأن التبرع لم يتم. كان الخلاف مصدر جدل في وسائل الإعلام الرياضية.

## المشاريع التجارية

### صلصة بورييه لويزيانا الحارة
في 8 ديسمبر 2020، أعلن بورييه على تويتر عن إطلاق علامته التجارية الجديدة لصلصة كاجون 'أسلوب بورييه لويزيانا' بالتعاون مع الشركة الكندية، شركة هارت بيت للصوص الحار. وهي متاحة للشراء على موقع بورييه الرسمي مقابل 12 دولارًا. في يوليو 2021، تم إصدار نسخة خاصة من (بالإنجليزية: Heatonist K.O).

### رير ستاش
في 5 يناير 2022، أعلن بورييه عبر تويتر عن إطلاق بوربونه الذي يحمل اسم «رير ستاش».

## حياته الشخصية
لا يزال بورييه يقضي معظم وقته في لافاييت مع زوجته جولي وابنتهما، لكنه يتدرب في صالة أفضل فريق أمريكي في جنوب فلوريدا، حيث ينتقل هناك قبل القتالات. أنجب الزوجان طفلهما الأول، باركر نويل بورييه، في 20 أغسطس 2016.
حصل بوارييه على أول وشم له في سن الرابعة عشرة. حاليًا، صدره وذراعيه مغطى بالوشم، بما في ذلك وشم على صدره مكتوب عليه 武士道 (بوشيدو)، والتي تعني «طريق المحاربين» باللغة اليابانية.

## فيلموغرافيا

### الأفلام
| العام | العنوان | الدور | الملاحظات        |
| ----- | ------- | ----- | ---------------- |
| 2011  | فايتفيل | نفسه  | الشخصية الرئيسية |

### ألعاب الفيديو
| العام | العنوان                  | الدور | الملاحظات        |
| ----- | ------------------------ | ----- | ---------------- |
| 2016  | إي إيه سبورتس يو إف سي 2 | نفسه  | شخصية قابلة للعب |
| 2018  | إي إيه سبورتس يو إف سي 3 | نفسه  | شخصية قابلة للعب |
| 2020  | إي إيه سبورتس يو إف سي 4 | نفسه  | شخصية قابلة للعب |

## البطولات والإنجازات
- يو إف سي
  - بطل يو إف سي للوزن الخفيف المؤقت (مرة واحدة)
  - قتال الليلة (عشر مرات) ضد تشان سونغ جونغ، أكيرا كوراساني، و‌جيم ميلر، و‌أنتوني بيتيس، و‌جاستن غيثي، و‌ماكس هولواي، و‌دان هوكر، و‌مايكل تشاندلر، و‌بينوا سان دوني، و‌إسلام ماخاشيف[24][32][55][60][63][75][80][97][100]
    - بالشراكة مع (إدسون باربوزا) أكثر مقاتلا حصولاً على مكافأة قتال الليلة (10)[136]
    - جوائز نصف العام 2012: أفضل قتال في نصف العام ضد تشان سونغ جونغ[137]

  - إخضاع الليلة (مرة واحدة) ضد ماكس هولواي[22]
  - أداء الليلة (أربع مرات) ضد كارلوس دييغو فيريرا، ويانسي ميديروس، وإيدي ألفاريز، وكونر ماكغريغور[39][42][68][85]
  - بالشراكة مع (جو لوزون وجيم ميلر) رابع أكثر مقاتل حصولا على مكافآت مع بعد القتال (15)[138]
  - سادس أكثر مقاتل حصولاً على مكافآت ما بعد القتال في تاريخ فئة الوزن الخفيف في يو إف سي (12)[139]
  - بالشراكة مع (درو دوبر) أكثر من فاز عن طريق الضربة القاضية في تاريخ الوزن الخفيف في يو إف سي (9)[138]
    - بالشراكة مع (أنتوني جونسون، تياغو سانتوس، أندرسون سيلفا، وماكس هولواي) رابع أكثر مقاتل تحقيقاً للضربات القاضية في تاريخ يو إف سي الحديث (11)[138]

  - بالشراكة مع (تشارلز أوليفيرا، نيل ماغني، داميان مايا وماكس هولواي) أكثر رابع مقاتل فوزاً في تاريخ يو إف سي (22)[138]
  - بالشراكة مع (مات براون، وديريك لويس) رابع أكثر مقاتل إنهاءًا لخصومه في تاريخ يو إف سي (15)[138]
  - بالشراكة مع (دونالد سيروني، درو دوبر وتوني فيرغسون) رابع أكثر مقاتل إنهاءًا لخصومه في تاريخ فئة الوزن الخفيف في يو إف سي (10)[138]
  - بالشراكة مع (إدسون باربوزا) رابع أكثر من سدد ضربات أدت إلى إسقاط الخصوم في تاريخ فئة الوزن الخفيف في يو إف سي (10)[138]
  - ثالث أكثر من سدد ضربات مؤثرة في تاريخ فئة الوزن الخفيف في يو إف سي (1268)[138]
  - خامس أكثر مقاتل سدد ضربات تم تسجيلها في تاريخ فئة الوزن الخفيف في يو إف سي (1522)[138]
  - أكثر من فاز على أبطال سابقين في يو إف سي – ماكس هولواي (مرتين)، كونر ماكغريغور (مرتين)، إيدي ألفاريز، أنتوني بيتيس
  - فورست غريفين مكافأة المجتمع (2020)
- إم إم إيه جونكي
  - 2014 نزال شهر أبريل ضد أكيرا كوراساني[140]
  - 2020 نزال شهر يونيو ضد دان هوكر[141]
  - 2021 نزال شهر يناير ضد كونر ماكغريغور[142]
  - نزال العام (2018) ضد جاستن غيثي[143]
- إم إم إيه الأسبوعية
  - نزال العام (2018) ضد جاستن غيثي[144]
- قتال الفنون القتالية المختلطة
  - نزال العام (2018) ضد جاستن غيثي[145]
- النشرة الإخبارية للمصارعة
  - نزال العام (2012) ضد تشان سونغ جونغ في مايو 15[146]
  - نزال العام (2018) ضد جاستن غيثي في أبريل 14[147]

## سجل الفنون القتالية المختلطة
| السجل المهني |        |          |
| 41 نزال      | 30 فوز | 10 خسارة |
| ضربة قاضية   | 15     | 3        |
| إخضاع        | 8      | 4        |
| قرار القضاة  | 7      | 3        |
| بدون قرار    | 1      | 1        |

| النتيجة | السجل     | الخصم               | الطريقة                              | الحدث                                               | التاريخ        | الجولة | الوقت | المكان                                   | الملاحظات                                                                        |
| ------- | --------- | ------------------- | ------------------------------------ | --------------------------------------------------- | -------------- | ------ | ----- | ---------------------------------------- | -------------------------------------------------------------------------------- |
| خسر     | 30–10 (1) | ماكس هولواي         | قرار القضاة (بالإجماع)               | يو إف سي 318                                        | 19 يوليو 2025  | 5      | 5:00  | نيو أورلينز، لويزيانا، الولايات المتحدة  | على لقب الأشرس الرمزي.                                                           |
| خسر     | 30–9 (1)  | إسلام ماخاشيف       | إخضاع (خنق برابو)                    | يو إف سي 302                                        | 1 يونيو 2024   | 5      | 2:42  | نيوآرك، نيو جيرسي، الولايات المتحدة      | على لقب بطولة يو إف سي للوزن الخفيف. قتال الليلة.                                |
| فاز     | 30–8 (1)  | بينوا سان دوني      | ضربة قاضية (باللكمات)                | يو إف سي 299                                        | 9 مارس 2024    | 2      | 2:32  | ميامي، فلوريدا، الولايات المتحدة         | قتال الليلة.                                                                     |
| خسر     | 29–8 (1)  | جاستن غيثي          | ضربة قاضية (ركلة للرأس)              | يو إف سي 291                                        | 29 يوليو 2023  | 2      | 1:00  | سولت لايك سيتي، يوتا، الولايات المتحدة   | على لقب الأشرس الرمزي.                                                           |
| فاز     | 29–7 (1)  | مايكل تشاندلر       | إخضاع (خنق خلفي عاري)                | يو إف سي 281                                        | 12 نوفمبر 2022 | 3      | 2:00  | نيويورك، الولايات المتحدة                | نزال الليلة.                                                                     |
| خسر     | 28–7 (1)  | تشارلز أوليفيرا     | إخضاع (خنق خلفي عاري)                | يو إف سي 269                                        | 11 ديسمبر 2021 | 3      | 1:02  | لاس فيغاس، نيفادا، الولايات المتحدة      | على لقب بطولة يو إف سي للوزن الخفيف.                                             |
| فاز     | 28–6 (1)  | كونر ماكغريغور      | الضربة القاضية الفنية (بقرار الطبيب) | يو إف سي 264                                        | 10 يوليو 2021  | 1      | 5:00  | لاس فيغاس، نيفادا، الولايات المتحدة      |                                                                                  |
| فاز     | 27–6 (1)  | كونر ماكغريغور      | الضربة القاضية الفنية (باللكمات)     | يو إف سي 257                                        | 24 يناير 2020  | 2      | 2:32  | أبو ظبي، الإمارات العربية المتحدة        | أداء الليلة.                                                                     |
| فاز     | 26–6 (1)  | دان هوكر            | قرار الحكام (بالإجماع)               | يو إف سي على إي إس بي إن: بورييه ضد هوكر            | 27 يونيو 2020  | 5      | 5:00  | لاس فيغاس، نيفادا، الولايات المتحدة      | نزال الليلة.                                                                     |
| خسر     | 25–6 (1)  | حبيب نورمحمدوف      | إخضاع (خنق خلفي عاري)                | يو إف سي 242                                        | 7 سبتمبر 2019  | 3      | 2:06  | أبو ظبي، الإمارات العربية المتحدة        | على لقب بطولة يو إف سي للوزن الخفيف.                                             |
| فاز     | 25–5 (1)  | ماكس هولواي         | قرار الحكام (بالإجماع)               | يو إف سي 236                                        | 13 أبريل 2019  | 5      | 5:00  | أتلانتا، جورجيا، الولايات المتحدة        | فاز بلقب الوزن الخفيف في بطولة القتال النهائي. نزال الليلة.                      |
| فاز     | 24–5 (1)  | إيدي ألفاريز        | الضربة القاضية الفنية (باللكمات)     | يو إف سي على فوكس: ألفاريز ضد بورييه 2              | 28 يوليو 2018  | 2      | 4:05  | كالغاري، ألبرتا، كندا                    | أداء الليلة.                                                                     |
| فاز     | 23–5 (1)  | جاستن غيثي          | الضربة القاضية الفنية (باللكمات)     | يو إف سي على فوكس: بورييه ضد غيثي                   | 14 أبريل 2018  | 4      | 0:33  | غلانديل، أريزونا، الولايات المتحدة       | نزال الليلة. تم خصم نقطة واحدة من غيثي في الجولة الثالثة لوخزاته للعين المتكررة. |
| فاز     | 22–5 (1)  | أنتوني بيتيس        | إخضاع (مثلث الجسم)                   | يو إف سي ليلة القتال: بورييه ضد بيتيس               | 11 نوفمبر 2017 | 3      | 2:08  | نورفولك، فرجينيا، الولايات المتحدة       | نزال الليلة.                                                                     |
| ب.ف     | 21–5 (1)  | إيدي ألفاريز        | بدون فائز (ركبة غير قانونية)         | يو إف سي 211                                        | 13 مايو 2017   | 2      | 4:12  | دالاس، تكساس، الولايات المتحدة           | أوقع ألفاريز ركبتيه بشكل غير قانوني على رأس بورييه عندما كان ساقط على الأرض.     |
| فاز     | 21–5      | جيم ميلر            | قرار الحكام (بالأغلبية)              | يو إف سي 208                                        | 11 فبراير 2017 | 3      | 5:00  | بروكلين، نيويورك، الولايات المتحدة       | نزال الليلة.                                                                     |
| خسر     | 20–5      | مايكل جونسون        | الضربة القاضية (باللكمات)            | يو إف سي نزال الليلة: بورييه ضد جونسون              | 17 سبتمبر 2016 | 1      | 1:35  | هيدالغو، تكساس، الولايات المتحدة         |                                                                                  |
| فاز     | 20–4      | بوبي غرين           | الضربة القاضية (باللكمات)            | يو إف سي 199                                        | 4 يونيو 2016   | 1      | 2:53  | إنغليووود، كاليفورنيا، الولايات المتحدة  |                                                                                  |
| فاز     | 19–4      | جوزيف دوفي          | قرار الحكام (بالإجماع)               | يو إف سي 195                                        | 2 يناير 2016   | 3      | 5:00  | لاس فيغاس، نيفادا، الولايات المتحدة      |                                                                                  |
| فاز     | 18–4      | يانسي ميديروس       | الضربة القاضية الفنية (باللكمات)     | يو إف سي نزال الليلة: بوتش ضد هندرسون               | 6 يونيو 2015   | 1      | 2:38  | نيو أورليانز، لويزيانا، الولايات المتحدة | وزن غير مقيد (159 رطل)؛ اخفق ميديروس بالوزن. أداء الليلة.                        |
| فاز     | 17–4      | كارلوس دييغو فيريرا | الضربة القاضية (باللكمات)            | يو إف سي نزال الليلة: مينديز ضد لاماس               | 4 أبريل 2015   | 1      | 3:45  | فيرفاكس، فيرجينيا، الولايات المتحدة      | العودة إلى الوزن الخفيف. أداء الليلة.                                            |
| خسر     | 16–4      | كونر ماكغريغور      | الضربة القاضية الفنية (باللكمات)     | يو إف سي 178                                        | 27 سبتمبر 2014 | 1      | 1:46  | لاس فيغاس، نيفادا، الولايات المتحدة      |                                                                                  |
| فاز     | 16–3      | أكيرا كوراساني      | الضربة القاضية الفنية (باللكمات)     | نهائي الأمم المقاتلة النهائي: بيسبنغ ضد كينيدي      | 16 أبريل 2014  | 2      | 0:42  | مدينة كيبك، كيبك، كندا                   | نزال الليلة.                                                                     |
| فاز     | 15–3      | دييغو برانداو       | الضربة القاضية (باللكمات)            | يو إف سي 168                                        | 28 ديسمبر 2013 | 1      | 4:54  | لاس فيغاس، نيفادا، الولايات المتحدة      | وزن غير مقيد (151.5 رطل)؛ اخفق برانداو بالوزن.                                   |
| فاز     | 14–3      | إريك كوخ            | قرار الحكام (بالإجماع)               | يو إف سي 164                                        | 31 أغسطس 2013  | 3      | 5:00  | ميلواكي، ويسكونسن، الولايات المتحدة      |                                                                                  |
| خسر     | 13–3      | كوب سوانسون         | قرار الحكام (بالإجماع)               | يو إف سي على فيول تي في: باراو ضد ماكدونالد         | 16 فبراير 2013 | 3      | 5:00  | لندن، إنجلترا                            |                                                                                  |
| فاز     | 13–2      | جوناثان بروكينز     | إخضاع (خنق برابو)                    | المقاتل النهائي: فريق كاروين ضد فريق نيلسون النهائي | 15 ديسمبر 2012 | 1      | 4:15  | لاس فيغاس، نيفادا، الولايات المتحدة      |                                                                                  |
| خسر     | 12–2      | تشان سونغ جونغ      | إخضاع فني (خنق برابو)                | يو إف سي على فيول تي في: الزومبي الكوري ضد بورييه   | 15 مايو 2012   | 4      | 1:07  | فيرفاكس، فرجينيا، الولايات المتحدة       | نزال الليلة.                                                                     |
| فاز     | 12–1      | ماكس هولواي         | إخضاع (خنق المثلث)                   | يو إف سي 143                                        | 4 فبراير 2012  | 1      | 3:23  | لاس فيغاس، نيفادا، الولايات المتحدة      | إخضاع الليلة.                                                                    |
| فاز     | 11–1      | بابلو غارزا         | إخضاع (خنق برابو)                    | يو إف سي على فوكس: فيلاسكيز ضد دوس سانتوس           | 12 نوفمبر 2011 | 2      | 1:32  | آناهايم، كاليفورنيا، الولايات المتحدة    |                                                                                  |
| فاز     | 10–1      | جايسون يونغ         | قرار الحكام (بالإجماع)               | يو إف سي 131                                        | 11 يونيو 2011  | 3      | 5:00  | فانكوفر، كولومبيا البريطانية، كندا       |                                                                                  |
| فاز     | 9–1       | جوش جريسبي          | قرار الحكام (بالإجماع)               | يو إف سي 125                                        | 1 يناير 2011   | 3      | 5:00  | لاس فيغاس، نيفادا، الولايات المتحدة      | أول ظهور في وزن الريشة.                                                          |
| فاز     | 8–1       | زاك ميكليرايت       | الضربة القاضية الفنية (باللكمات)     | دبليو أيه سي 52                                     | 11 نوفمبر 2010 | 1      | 0:53  | لاس فيغاس، نيفادا، الولايات المتحدة      |                                                                                  |
| خسر     | 7–1       | داني كاستيلو        | قرار الحكام (بالإجماع)               | دبليو أيه سي 50                                     | 18 أغسطس 2010  | 3      | 5:00  | لاس فيغاس، نيفادا، الولايات المتحدة      |                                                                                  |
| فاز     | 7–0       | ديريك جوتييه        | الضربة القاضية (باللكمات)            | رينق سايد أم أم أيه                                 | 18 يونيو 2010  | 1      | 0:57  | مونتريال، كيبك، كندا                     |                                                                                  |
| فاز     | 6–0       | ديريك كرانتز        | إخضاع (بالذراع)                      | يو أس أيه أم أم أيه: ليلة الأبطال 2                 | 6 مارس 2010    | 2      | 3:35  | لافاييت، لويزيانا، الولايات المتحدة      |                                                                                  |
| فاز     | 5–0       | روني ليز            | إخضاع (بالذراع)                      | يو أس أيه أم أم أيه: حرب الحدود 2                   | 13 نوفمبر 2009 | 1      | 0:51  | ليك تشارلز، لويزيانا، الولايات المتحدة   |                                                                                  |
| فاز     | 4–0       | دانيال واتس         | الضربة القاضية (باللكمات)            | بانق أف سي                                          | 31 أكتوبر 2009 | 1      | 1:26  | غرينفيل، مسيسيبي، الولايات المتحدة       |                                                                                  |
| فاز     | 3–0       | جو توريز            | الضربة القاضية الفنية (باللكمات)     | يو أس أيه أم أم أيه 8: كارثة طبيعية 3               | 1 أغسطس 2009   | 1      | 2:37  | نيو أيبيريا، لويزيانا، الولايات المتحدة  |                                                                                  |
| فاز     | 2–0       | نيت جولي            | إخضاع (بالذراع)                      | كاجون أف سي                                         | 26 يونيو 2009  | 2      | 3:54  | نيو أيبيريا، لويزيانا، الولايات المتحدة  |                                                                                  |
| فاز     | 1–0       | آرون سواريز         | الضربة القاضية (باللكمات)            | يو أس أيه أم أم أيه 7: ريفر سيتي رامبيج             | 16 مايو 2009   | 1      | 1:19  | شريفبورت، لويزيانا، الولايات المتحدة     |                                                                                  |

المصدر:

## نزالات الدفع مقابل المشاهدة
| #  | الحدث        | القتال                | التاريخ        | المكان              | المدينة                             | المبلغ      |
| -- | ------------ | --------------------- | -------------- | ------------------- | ----------------------------------- | ----------- |
| 1. | يو إف سي 236 | هولواي ضد بورييه 2    | 13 أبريل 2019  | ستيت فارم أرينا     | أتلانتا، جورجيا، الولايات المتحدة   | 100،000     |
| 2. | يو إف سي 242 | حبيب ضد بورييه        | 7 سبتمبر 2019  | ذا أرينا، جزيرة ياس | أبو ظبي، الإمارات العربية المتحدة   | 1،000،000   |
| 3. | يو إف سي 257 | بورييه ضد ماكغريغور 2 | 24 يناير 2021  | الاتحاد أرينا       | أبو ظبي، الإمارات العربية المتحدة   | 1،600،000   |
| 4. | يو إف سي 264 | بورييه ضد ماكغريغور 3 | 10 يوليو 2021  | تي موبايل أرينا     | لاس فيغاس، نيفادا، الولايات المتحدة | 1،800،000   |
| 5. | يو إف سي 269 | أوليفيرا ضد بورييه    | 12 ديسمبر 2021 | تي موبايل أرينا     | لاس فيغاس، نيفادا، الولايات المتحدة | 500،000     |
| 6. | يو إف سي 291 | بورييه ضد غيثي 2      | 29 يوليو 2023  | دلتا سنتر           | سولت ليك، يوتا، الولايات المتحدة    | لم يُكشف عنه |
| 7. | يو إف سي 302 | ماخاشيف ضد بورييه     | 1 يونيو 2024   | مركز الحصافة        | نيوآرك، نيو جيرسي، الولايات المتحدة | لم يُكشف عنه |

## وصلات خارجية
- داستن بورييه على موقع يو إف سي (الإنجليزية)
- داستن بورييه على موقع شيردوغ (الإنجليزية)
- داستن بورييه على موقع Tapology.com (الإنجليزية)
- داستن بورييه على موقع فايت ماتريكس (الإنجليزية)